# Paul Crauchet
Paul Henri Jean Crauchet est un acteur français né le 14 juillet 1920 à Béziers dans l'Hérault et mort le 19 décembre 2012 à Nans-les-Pins dans le Var.

## Biographie
Son père est employé d'hôtel. Il manque de participer à la Seconde Guerre mondiale, mais étant né le 14 juillet 1920, il n'a pas 20 ans, âge légal pour être mobilisé, quand la France capitule face aux Allemands, en juin 1940. Ensuite, il est réfractaire au Service du travail obligatoire. Il participe à quelques actions de la Résistance et se déplace dans plusieurs villes.
D'abord passionné par l'aviation et le rugby, Paul Crauchet se découvre une passion pour le théâtre à l'âge de 23 ans. Installé à Paris depuis 1945, il est en 1947 opérateur d'interception rapide dans un groupe de contrôles électriques du Mont Valérien quand il décide de suivre les cours de Charles Dullin pendant trois ans et débute sur scène en 1949 dans la Compagnie Reybaz. Il travaille ensuite au T.N.P avec Jean Vilar.
Il apparaît au cinéma en 1959 dans le premier film d'Éric Rohmer, Le Signe du Lion, puis en 1962 dans La Guerre des boutons d'Yves Robert, mais c'est dans Les Grandes Gueules de Robert Enrico en 1965 qu'il se fait véritablement remarquer. S'ensuit une très longue carrière au cours de laquelle il travaille avec une pléiade de réalisateurs comme Alain Resnais, René Clément, Jacques Deray, Jean-Pierre Melville, José Giovanni.
Pendant la guerre d'Algérie, Paul Crauchet participe au réseau Jeanson de soutien au FLN. Arrêté le 1er mars 1960, il est incarcéré durant sept mois avant d'être relaxé, faute de preuves, au cours du retentissant procès Jeanson,.
Il meurt le 19 décembre 2012 à Nans-les-Pins dans le Var,,.

### Vie privée
Marié avec Suzon, décoratrice de théâtre, Paul Crauchet a un fils Laurent, né en 1965.
Dans une archive vidéo/télévisuelle, Lino Ventura, son épisodique partenaire de tournages, déclare tout sourire son amicale affection à « Paul », son « Pierrot lunaire » qu'il aime bien « brutaliser » (tous les deux ayant juste un an d'écart d'âge jour pour jour, Lino Ventura est natif du 14 juillet précédent, en 1919).
Il possédait une propriété qu'il a fait bâtir près du massif de la Sainte-Baume. Il est enterré au cimetière vieux de Béziers.

## Théâtre
- 1950 : L'Équarrissage pour tous de Boris Vian, mise en scène André Reybaz, Théâtre des Noctambules
- 1952 : La Puce à l'oreille de Georges Feydeau, mise en scène Georges Vitaly, Théâtre Montparnasse
- 1953 : L'Huitre et la Perle de William Saroyan, mise en scène Jean-Pierre Grenier, Théâtre Fontaine
- 1956 : Nemo d'Alexandre Rivemale, mise en scène Jean-Pierre Grenier, Théâtre Marigny
- 1957 : La Visite de la vieille dame de Friedrich Dürrenmatt, mise en scène Jean-Pierre Grenier, Théâtre Marigny
- 1958 : Cinq hommes et un pain d'Hermann Rossmann, mise en scène Raymond Hermantier, Théâtre Hébertot
- 1958 : Scènes de comédie d'Alain, mise en scène François Maistre, Théâtre de Lutèce
- 1959 : Le Carthaginois d'après Plaute, mise en scène Daniel Sorano, Théâtre du Vieux-Colombier
- 1960 : Barrage contre le Pacifique de Marguerite Duras, adaptation Geneviève Serreau, mise en scène Jean-Marie Serreau, Studio des Champs-Élysées
- 1960 : Hamlet de William Shakespeare, mise en scène Philippe Dauchez, Maurice Jacquemont, Théâtre des Champs-Élysées
- 1960 : Biedermann et les Incendiaires de Max Frisch, mise en scène Jean-Marie Serreau, Théâtre de Lutèce
- 1961 : Arlequin valet de deux maîtres de Carlo Goldoni, mise en scène Edmond Tamiz, Théâtre Récamier
- 1962 : Biedermann et les Incendiaires de Max Frisch, mise en scène Jean-Marie Serreau, Théâtre Récamier
- 1963 : Les Officiers de Jakob Michael Reinhold Lenz, mise en scène de Jean Tasso, Théâtre Récamier
- 1963 : La Femme sauvage ou le Cadavre encerclé de Kateb Yacine, mise en scène Jean-Marie Serreau, Théâtre Récamier
- 1963 : Les Viaducs de la Seine-et-Oise de Marguerite Duras, mise en scène Claude Régy, Poche Montparnasse
- 1964 : Troïlus et Cressida de William Shakespeare, mise en scène Roger Planchon, Théâtre de l'Odéon
- 1964 : Les Viaducs de la Seine-et-Oise de Marguerite Duras, mise en scène Claude Régy, Poche Montparnasse
- 1965 : Le Goûter des généraux de Boris Vian, mise en scène François Maistre, Théâtre de la Gaîté-Montparnasse
- 1967 : Tango de Sławomir Mrożek, mise en scène Laurent Terzieff, Théâtre de Lutèce
- 1969 : Fin de carnaval de Josef Topol, mise en scène Pierre Debauche, Théâtre des Amandiers
- 1970 : Le Roi Lear de William Shakespeare, mise en scène Pierre Debauche, Théâtre des Amandiers, Maison de la Culture du Havre
- 1971 : Le Locataire de Joe Orton, mise en scène Jacques Mauclair, Théâtre Moderne
- 1974 : La Folle de Chaillot de Jean Giraudoux, mise en scène Jean Deschamps, tournée, Théâtre du Midi, Théâtre de Nice
- 1974 : Timon d'Athènes de William Shakespeare, mise en scène Peter Brook, Théâtre des Bouffes du Nord
- 1978 : Minamata and Co d'après Osamu Takahashi, mise en scène Roger Blin, Théâtre de la Commune
- 1988 : Mort d'un commis voyageur d'Arthur Miller, mise en scène Marcel Bluwal, Théâtre national de l'Odéon, Théâtre de Nice.

## Filmographie

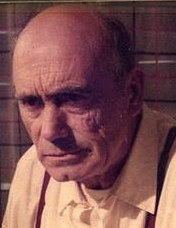
Paul Crauchet dans Les Bancals en 1983.

### Cinéma

#### Longs métrages
- 1951 : Maître après Dieu de Louis Daquin : un passager juif
- 1952 : Foyer perdu de Jean Loubignac : le garçon de café
- 1955 : La Bande à papa de Guy Lefranc : Max
- 1955 : Série noire de Pierre Foucaud : le portier du garage
- 1958 : La Moucharde de Guy Lefranc : le photographe
- 1959 : Le Signe du lion d'Éric Rohmer : Fred
- 1962 : La Guerre des boutons d'Yves Robert : Touegueule
- 1962 : À fleur de peau de Claude Bernard-Aubert : l'inspecteur
- 1964 : Aurélia d'Anne Dastrée : Saturnin
- 1965 : Les Grandes Gueules de Robert Enrico : Pélissier
- 1966 : Estouffade à la Caraïbe de Jacques Poitrenaud : Valdés
- 1966 : La guerre est finie d'Alain Resnais : Roberto
- 1966 : Paris brûle-t-il ? de René Clément : le curé
- 1967 : Le dimanche de la vie de Jean Herman : Poucier
- 1967 : Les Aventuriers de Robert Enrico : l'assureur
- 1968 : Tante Zita de Robert Enrico : Dr Bernard
- 1968 : Ho ! de Robert Enrico : Georges Briand
- 1969 : Lettres de Stalingrad de Gilles Katz : le pianiste
- 1969 : La Piscine de Jacques Deray : l'inspecteur Lévêque
- 1969 : L'Armée des ombres de Jean-Pierre Melville : Félix Lepercq
- 1970 : Dernier Domicile connu de José Giovanni : Jacques Loring
- 1970 : Le Cercle rouge de Jean-Pierre Melville : le receleur
- 1971 : Où est passé Tom ? de José Giovanni : Zagra
- 1971 : Les Mariés de l'an II de Jean-Paul Rappeneau : le procureur
- 1971 : Bof… Anatomie d'un livreur de Claude Faraldo : le père
- 1971 : Sans mobile apparent de Philippe Labro : Francis Palombo
- 1972 : Un flic de Jean-Pierre Melville : Morand
- 1972 : L'Affaire Dominici de Claude Bernard-Aubert : le commissaire
- 1973 : L'Impossible Objet (Story of a Love Story) de John Frankenheimer
- 1973 : Les Granges Brûlées de Jean Chapot : Pierre
- 1974 : Pas si méchant que ça de Claude Goretta : l'ivrogne
- 1974 : Un nuage entre les dents de Marco Pico : Chavignac
- 1975 : La Traque de Serge Leroy : Rollin
- 1975 : Au-delà de la peur de Yannick Andreï : l'inspecteur
- 1975 : Flic Story de Jacques Deray : Paul Robier
- 1978 : Attention, les enfants regardent de Serge Leroy : l'ami pêcheur
- 1978 : Le beaujolais nouveau est arrivé de Jean-Luc Voulfow : Gaston, le patron du 1er bistrot
- 1978 : Un papillon sur l'épaule de Jacques Deray : Raphael
- 1978 : Le Témoin de Jean-Pierre Mocky : le père de Cathy
- 1979 : Félicité de Christine Pascal : le père
- 1980 : Bobo la tête de Gilles Katz : Dostoïevski
- 1981 : La Gueule du loup de Michel Léviant : le commissaire Chailloux
- 1983 : Les Bancals d'Hervé Lièvre : Antoine
- 1984 : Liste noire d'Alain Bonnot : Pierre
- 1987 : La Brute de Claude Guillemot : Yves Rodellec
- 1988 : Le Complot (To Kill a Priest) d'Agnieszka Holland : le père d'Alec
- 1988 : À deux minutes près d'Éric Le Hung : le docteur Gallois
- 1989 : Un été après l'autre d'Anne-Marie Étienne : Pa
- 1990 : La Gloire de mon père d'Yves Robert : Mond des Parpaillouns
- 1990 : Le Château de ma mère d'Yves Robert : Mond des Parpaillouns
- 1990 : La Putain du roi d'Axel Corti : le duc de Luynes
- 1991 : Le Coup suprême de Jean-Pierre Sentier : Smoking
- 1992 : Faut-il aimer Mathilde ? d'Edwin Baily : Papy
- 1996 : La Belle Verte de Coline Serreau : Osam
- 1995 : Fast de Dante Desarthe : Pépé
- 2007 : Le Fils de l'épicier d'Éric Guirado : le père Clément
- 2008 : Enfin veuve d'Isabelle Mergault : Gaby
- 2009 : Les Herbes folles d'Alain Resnais : le patient no 1

#### Courts métrages
- 1962 : Le Lit de Marcel Gibaud
- 1963 : Chroniques anachroniques de Bernard Deflandre
- 1983 : Les Veufs de Patrick Dewolf : Louis
- 1984 : Homicide by Night de Gérard Krawczyk
- 1992 : Privé de vieillesse de Gaël Collon
- 1993 : Pain perdu de Tiéri Barié
- 1994 : Le Rhâdion de Jean-Pierre Biazotti
- 1995 : Le Poids du ciel de Laurent Herbiet
- 2000 : Le Centre du monde de Vivian Goffette : Jules
- 2008 : Prélude de Pan de Miquèu Montanaro d'après Jean Giono.

### Télévision
- 1956 : Ivanov (téléfilm) : l'invité n° 1
- 1956 : En votre âme et conscience, épisode : L'Affaire Lesnier de Jean Prat
- 1956-1957 : Énigmes de l'histoire (série télévisée) : Dossel
- 1958 : L'Alcade de Zalamea, téléfilm de Marcel Bluwal
- 1962 : Font-aux-cabres, de Jean Kerchbron (téléfilm) : Florès
- 1963 : La caméra explore le temps - La vérité sur l'affaire du courrier de Lyon (série télévisée) : Durochat
- 1963 : Le Scieur de long (téléfilm) : Marteroy
- 1964 : Une fille dans la montagne (téléfilm) : le père Barthe
- 1964 : L'Auto rouge de Jacques Krier (téléfilm) : Paul
- 1965 : Belphégor ou le Fantôme du Louvre de Claude Barma (série télévisée) : le gardien Gautrais
- 1965 : Les Facéties du sapeur Camember (série télévisée) : Camember
- 1965 : 22, avenue de la Victoire (feuilleton TV) : le sacristain
- 1966 : Beaumarchais ou 60000 fusils (téléfilm) : Panis
- 1967 : Quand la liberté venait du ciel (série télévisée) : Henri
- 1967 : L'Affaire Lourdes de Marcel Bluwal (téléfilm) : le père de Bernadette
- 1967 : Le Fabuleux Grimoire de Nicolas Flamel, épisode de la série  Le Tribunal de l'impossible de Guy Lessertisseur : Nicolas Flamel
- 1968 : Le Crime de Lord Arthur Savile (téléfilm) : Parker
- 1968 : La Grammaire (téléfilm) : Poitrinas
- 1969 : D'Artagnan de Claude Barma (série télévisée) : Planchet
- 1971 : La Maison des bois de Maurice Pialat (série télévisée) : Paul Gardy, le père d'Hervé
- 1971 : Bouvard et Pécuchet (téléfilm) : Pécuchet
- 1972 : Irma la Douce de Paul Paviot (téléfilm) : le procureur
- 1973 : Hilda Muramer (téléfilm) : Wolfgang
- 1973 : On l'appelait Tamerlan (téléfilm) : Racha
- 1973 : Héloïse et Abélard (téléfilm) : Pierre le Vénérable
- 1973 : Les Trois Morts d'Émile Gauthier (téléfilm) : Émile Gauthier
- 1973 : Le Mauvais (téléfilm) : Félix
- 1973 : Le Jardinier (téléfilm) : Mathias
- 1974 : L'Auberge de l'abîme (téléfilm) : Pailhan
- 1974 et 1978 : Les Cinq Dernières Minutes de Claude Loursais (série télévisée) : Jérôme Lebugue / Régis
- 1976 : Messieurs les Jurés  - ép. L'affaire Jasseron d'André Michel (série télévisée) : le Président
- 1976 : Commissaire Moulin - épisode : Choc en retour (série télévisée) : Cassius, le maître
- 1977 : La Maison des autres (série télévisée) : l'oncle
- 1977 : L'Enlèvement du régent : Le Chevalier d'Harmental de Gérard Vergez (téléfilm) : le Régent
- 1977 : Un été albigeois de Jean-Pierre Decourt (téléfilm) : Louis Maréchal
- 1978 : Émile Zola ou la Conscience humaine de Stellio Lorenzi (série télévisée) : Scheurer-Kestner
- 1978 : Les Cinq Dernières Minutes - épisode : Régis de Guy Lessertisseur (série télévisée) : Régis
- 1979 : Le Troisième Couteau (téléfilm) : M. Paul
- 1980 : Cinéma 16 - Louis et Réjane de Philippe Laïk (série télévisée) : Louis
- 1980 : La Pharisienne (téléfilm) : l'abbé Calou
- 1980 : Colline (téléfilm) : Jaume
- 1981 : Électre (téléfilm) : le pédagogue
- 1981 : Les Dossiers de l'écran - téléfilm : Le pain de fougère d'Alain Boudet : le père Joseph Grandet
- 1982 : Paris-Saint-Lazare (série télévisée) : un homme de la bande à Guérin
- 1983 : L'Île bleue (téléfilm) : Ladislas
- 1984 : Les Cerfs-volants (série télévisée) : Ambroise
- 1984 : L'Agenda (téléfilm) : Gaspard
- 1985 : Les Copains de la Marne (téléfilm) : Paul
- 1986 : Julien Fontanes, magistrat - Un dossier facile (série télévisée) : le président Rondech
- 1987 : Passe-temps (téléfilm) : le gardien du musée
- 1987 : Les Enquêtes du commissaire Maigret, épisode : Un échec de Maigret de Gilles Katz (série télévisée) :
- 1987 : Les Fortifs (téléfilm) : Germain
- 1989 : Retour à Malaveil de Jacques Ertaud (de la série Haute Tension) : Pivolo
- 1989 : Les Nuits révolutionnaires (feuilleton TV) : l'aveugle
- 1991 : La Vénus à Lulu : Pépé Laubépin
- 1992 : Secret de famille (feuilleton TV) : Monsacré
- 1993 : Jeux d'enfants : Pierre-Ange
- 1993 : Les Maîtres du pain d'Hervé Baslé (feuilleton TV) : La Fatigue
- 1994 : Les Derniers Jours de la victime de Bruno Gantillon (téléfilm) :
- 1994 : Le Fils du cordonnier (feuilleton TV) : le docteur Gaudeul
- 1996 : Les Allumettes suédoises (feuilleton TV) : Pépé
- 1997 : Une soupe aux herbes sauvages : le père Magloire
- 1997 : Parisien tête de chien : Monsieur Billot
- 1997 : Rideau de feu : Yvon
- 1997 : Entre terre et mer d'Hervé Baslé (feuilleton TV) : Branl'dans le vent / Charles
- 1999 : Dessine-moi un jouet : le mendiant
- 2001 : Le Marathon du lit : Simon
- 2002 : Le Champ Dolent, le roman de la Terre d'Hervé Baslé (feuilleton TV) : Jules
- 2003 : À cran d'Alain Tasma : Charles
- 2004 : La vie est si courte
- 2006 : Les Vauriens : Favart adulte
- 2008 : Adieu de Gaulle, adieu de Laurent Herbiet : le vieux jardinier
- 2011 : La Très Excellente et Divertissante Histoire de François Rabelais d'Hervé Baslé (téléfilm) : le pape Paul III.

### Narrations
- 1964 : Les Idoles (court-métrage) de Marin Karmitz : le narrateur
- 1966 : La Moselle, une rivière pour l'Europe (court-métrage) de Robert Ménégoz et Monique Chapelle : le narrateur.